# Бисер (Пермский край)
Би́сер — посёлок городского типа (до 1991 года посёлок железнодорожной станции) в Пермском крае России. Входит в Горнозаводский район (городской округ).

## География
Расположен в 11 км к западу от посёлка городского типа Тёплая Гора и в 36 км к северо-востоку от центра округа города Горнозаводска.
В посёлке находится действующая железнодорожная станция Бисер. Через посёлок с запада на восток проходит однопутная Горнозаводская железная дорога сообщением Пермь — Нижний Тагил.
В лесу, к юго-западу от посёлка находится исток реки Бисер.
В 11 км к югу находится пгт. Старый Бисер, ранее называвшийся Бисером, в 8 км к северо-западу — посёлок Сараны, в 6 км к западу — посёлок Лаки.

## История

Ермаков П. П.

Посёлок сформировался при станции Бисерский Завод (ныне станция Бисер) Горнозаводской железной дороги, открытой в 1878 году. Станция была построена в 12 км к северу от Бисерского металлургического завода.
В 1924 году станция была переименована в Емшаново в честь наркома путей сообщения РСФСР А. И. Емшанова, но после ареста и расстрела последнего название было изменено.
В данных переписи населения 1926 года населённый пункт обозначен как железнодорожная станция Бисер.
В 1937 году здесь была организована промартель имени челюскинцев, а в 1957 году создан Бисерский леспромхоз.
По состоянию на 1963 год населённый пункт обозначен как станция Бисер, на 1981 год как посёлок станции Бисер.
Посёлок городского типа образован 20 декабря 1991 года путём преобразования посёлка станции Бисер.
С 1991 до 2004 гг. Бисер являлся центром Бисерского поселкового совета, с 2004 до 2018 гг. — центром Бисерского сельского поселения Горнозаводского муниципального района.

## Население
| 1926 | 1959  | 1963  | 1970  | 1979  | 1981  | 1989 | 2002  | 2006 |
| ---- | ----- | ----- | ----- | ----- | ----- | ---- | ----- | ---- |
| 1031 | ↗5493 | ↘3504 | ↘1732 | ↘1206 | ↗1677 | ↘957 | ↗1032 | ↘900 |
| 2007 | 2009  | 2010  | 2012  | 2013  | 2014  | 2015 | 2016  | 2017 |
| →900 | ↘884  | ↘800  | ↘762  | ↘747  | ↘736  | ↘730 | ↘716  | ↘664 |
| 2018 | 2019  | 2020  | 2021  | 2023  |       |      |       |      |
| ↘638 | ↘626  | ↘605  | ↗634  | ↘608  |       |      |       |      |

## Транспорт
На территории посёлка находится железнодорожная станция Бисер, на которой три раза в сутки в каждом направлении останавливаются электрички Нижний Тагил — Чусовская. Также до посёлка Бисер можно добраться на проходящем пригородном автобусе из районного центра города Горнозаводска.

## Промышленность
- ООО «Уральское литьё» (производство литых чугунных изделий);
- АО «Вижайский каменный карьер», филиал (добыча полезных ископаемых).

## Инфраструктура
В посёлке работают сельский клуб с библиотекой, фельдшерско-акушерский пункт, средняя школа, почтовое отделение, отделение Сбербанка и магазин. В посёлке есть небольшой памятник в честь жертв Второй Мировой войны.

## Климат
Климат умеренный континентальный. Зима длительная, морозная и многоснежная. Лето короткое, прохладное и дождливое.
- Среднегодовая температура воздуха отрицательная: −0,02 °C.
- Среднегодовая относительная влажность воздуха: 79 %. Среднемесячная влажность от 64 % в мае до 88 % в ноябре.
- Среднегодовая скорость ветра: 2,7 м/с. Среднемесячная скорость от 2,1 м/с в июле до 3,0 м/с в феврале[30].

| Показатель                    | Янв.  | Фев.  | Март  | Апр. | Май   | Июнь | Июль | Авг. | Сен.  | Окт.  | Нояб. | Дек.  | Год   |
| ----------------------------- | ----- | ----- | ----- | ---- | ----- | ---- | ---- | ---- | ----- | ----- | ----- | ----- | ----- |
| Абсолютный максимум, °C       | 1,5   | 6,2   | 15,0  | 24,1 | 32,0  | 34,5 | 35,2 | 33,4 | 27,2  | 20,2  | 7,2   | 2,5   | 35,2  |
| Средний суточный максимум, °C | −12,3 | −9,9  | 2,2   | 5,9  | 14,4  | 19,1 | 21,4 | 17,7 | 11,4  | 3,2   | −5,8  | −10,7 | 4,4   |
| Средняя температура, °C       | −15,5 | −13,8 | −6,5  | 1,0  | 8,6   | 13,7 | 16,1 | 13,0 | 7,4   | 0,5   | −8,5  | −13,7 | 0,2   |
| Средний суточный минимум, °C  | −18,8 | −17,4 | −10,6 | −3,5 | 3,1   | 8,4  | 10,8 | 8,8  | 4,1   | −2    | −11,1 | −16,7 | −3,7  |
| Абсолютный минимум, °C        | −49,8 | −43,3 | −36,9 | −26  | −15,9 | −4,8 | −0,9 | −2,8 | −11,2 | −26,7 | −39   | −52,5 | −52,5 |
| Норма осадков, мм             | 58    | 44    | 55    | 52   | 66    | 101  | 95   | 99   | 84    | 84    | 68    | 60    | 866   |
| Источник:                     |       |       |       |      |       |      |      |      |       |       |       |       |       |

Интересно, что абсолютный минимум января в Бисере едва не доходит до −50° и при этом все зимние месяцы минимум резко повышается, разница зимних минимумов декабря и февраля превышает 9° градусов, заметно более высокая чем по остальному Уралу, при этом абсолютный минимум марта довольно невысокий, даже выше −37°, и является одним из самых высоких для севера Урала, минимум апреля +10.9° выше марта, лёгкие заморозки порой не исключены даже в июле, но в целом летом ни разу не было понижения менее −5°.
| Показатель              | Янв.  | Фев.  | Март  | Апр. | Май   | Июнь | Июль | Авг. | Сен.  | Окт.  | Нояб. | Дек.  | Год   |
| ----------------------- | ----- | ----- | ----- | ---- | ----- | ---- | ---- | ---- | ----- | ----- | ----- | ----- | ----- |
| Абсолютный максимум, °C | 1,1   | 5,6   | 15,0  | 22,9 | 32,0  | 34,5 | 33,2 | 33,4 | 27,2  | 20,2  | 7,2   | 2,5   | 34,5  |
| Средняя температура, °C | −15,8 | −14,1 | −6,5  | 0,7  | 7,9   | 14,0 | 16,3 | 12,9 | 7,0   | 0,3   | −8,9  | −14   | 0,0   |
| Абсолютный минимум, °C  | −49,8 | −43,3 | −36,9 | −26  | −15,2 | −4,8 | −0,9 | −2,8 | −11,2 | −26,7 | −41   | −52,5 | −52,5 |
| Норма осадков, мм       | 61    | 41    | 49    | 52   | 66    | 92   | 99   | 101  | 93    | 80    | 70    | 64    | 868   |
| Источник: .             |       |       |       |      |       |      |      |      |       |       |       |       |       |

## Известные люди
- Ермаков, Пётр Петрович (1883—1945) — революционер[34].
- Его жена Ермакова, Мария Ивановна (1894—1969) — советская учительница, директор нескольких школ города Свердловска.